# Гревен (Мекленбург)
Гревен (нем. Greven) — община в Германии, в земле Мекленбург-Передняя Померания.
Входит в состав района Людвигслуст. Подчиняется управлению Бойценбург-Ланд. Население составляет 824 человека (на 31 декабря 2010 года). Занимает площадь 40,00 км².
Коммуна подразделяется на 4 сельских округа.